# Vert-Vert

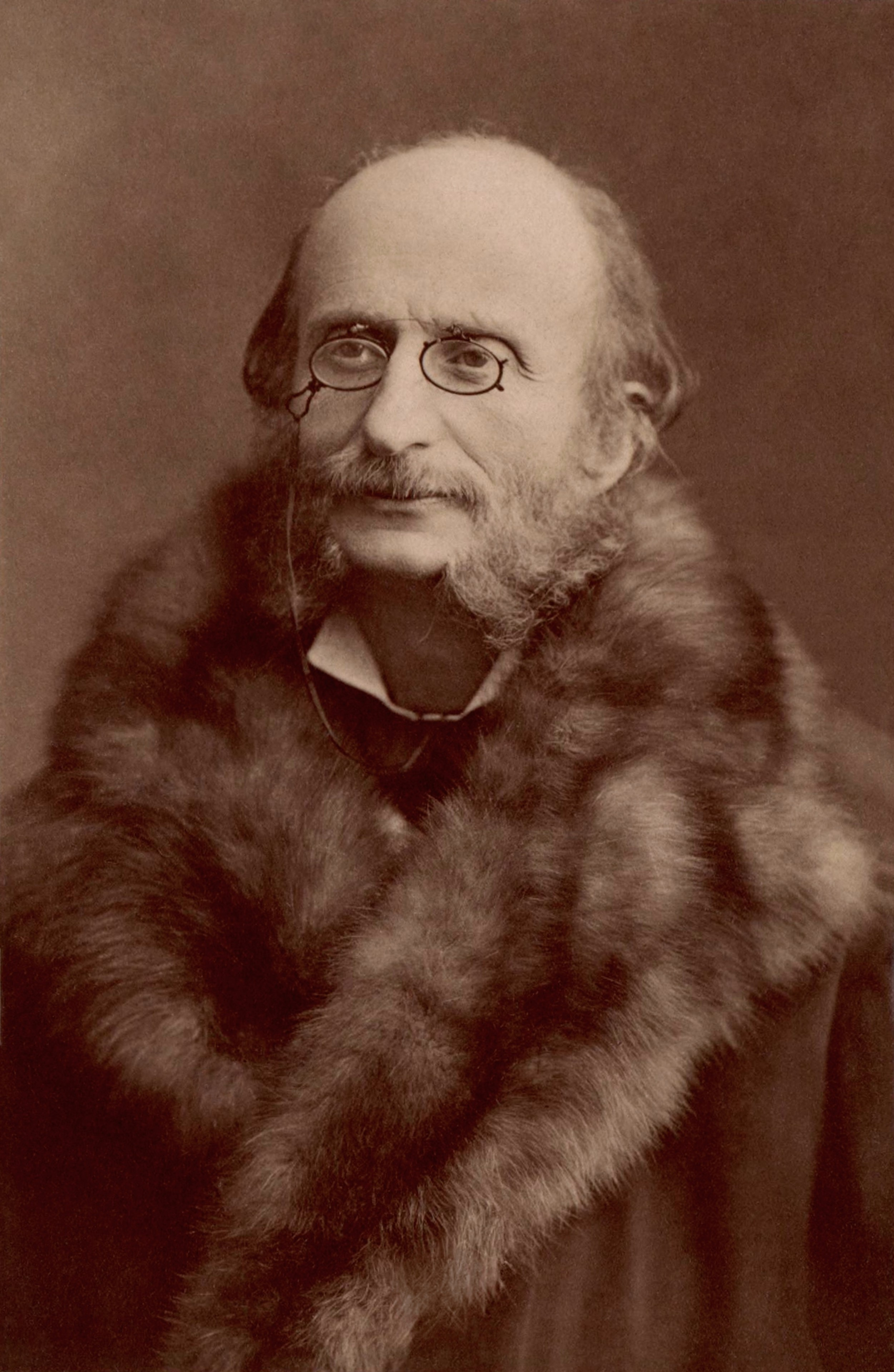
Jacques Offenbach

Vert-Vert är en opéra comique i tre akter med musik av Jacques Offenbach och libretto av Henri Meilhac och Charles Nuitter första gången uppförd den 10 mars 1869 på Opéra-Comique i Paris. Verket bygger på dikten "Vert-Vert ou les voyages du perroquet de la visitation de Nevers" från 1734 av Jean-Baptiste Gresset. Operetten gjorde ingen succé och har uppförts relativt sällan men 2010 gjordes i alla fall en komplett studioinspelning.

## Historia
1869 var ett produktivt år för Offenbach: efter Vert-Vert uppfördes La Diva, La Princesse de Trébizonde, Frihetsbröderna och La Romance de la rose. Offenbachs tredje verk för teatern Opéra-Comique var mer framgångsrik än hans två första - Barkouf (1860) spelades endast sju gånger och fick aldrig någon nypremiär, Robinson Crusoé (1867) spelades 32 gånger medan Vert-Vert uppnådde en spelperiod på 58 gånger. Victor Capoul hyllades för sin skönsång (hans första romans i första akten fick tas om), men hans kvinnliga beundrarinnor var besvikna på att han hade rakat av sina mustascher för uppsättningen. En tysk uppsättning med titeln Kakadu dirigerad av Offenbach hade viss framgång på Carltheater i Wien i februari 1870. En nyuppsättning den 16 maj 1870 med Carolina Giradd i titelrollen uppfördes endast tre gånger.

## Personer
| Roller                                                            | Röststämma  | Premiärbesättning 10 mars 1869 (Dirigent: ) |
| ----------------------------------------------------------------- | ----------- | ------------------------------------------- |
| Mimi                                                              | sopran      | Marie Cico                                  |
| Mademoiselle Paturelle, sous-directrice                           | mezzosopran | Révilly                                     |
| Bathilde                                                          | sopran      | Gabrielle Moisset                           |
| Emma                                                              | sopran      | Tual                                        |
| La Corilla, sångerska                                             | dugazon     | Caroline Girard                             |
| Mariette, servitris på Lion d'Or                                  | sopran      | Coralie                                     |
| Valentin                                                          | tenor       | Victor Capoul                               |
| Baladon, danslärare                                               | baryton     | Charles Couderc                             |
| Binet, trädgårdsmästare                                           | trial       | Sainte-Foy                                  |
| Le Chevalier de Bergerac, dragonofficer                           | tenor       | Potel                                       |
| Le Comte d'Arlange, dragonofficer                                 | baryton     | Gaillard                                    |
| Friquet, dragon                                                   | tenor       | Leroy                                       |
| Maniquet, teaterdirektör                                          | bas         | Bernard                                     |
| Bellecour, sångare                                                | tenor       | Ponchard                                    |
| Kör: Pensionatsgäster, dragoner, skådespelare och skådespelerskor |             |                                             |

## Handling

### Akt 1
Klosterträdgårdsmästaren Binet gräver en grav medan flickor från pensionatet sörjer förlusten av deras älsklingspapegoja Vert-Vert. Den unge Valentin håller begravningstalet trots att han avskydde fågeln. Flickorna Mimi, Emma och Bathilde beslutar sig för att hitta en ersättare till papegojan och de beslutar sig för att Valentin, som är hemligt förälskad i Mimi, skulle vara perfekt. Valentin övertalas och anammar samma smeknamn, Vert-Vert. Binet fördömer deras otrohet.
Två dragoner klättrar över muren till klostret och hindrar Binet att ropa på hjälp. Soldaterna är Comte d'Arlange och hans vän Friquet; den förre är gift med Bathilde och ber Binet att hämta henne. Greven påminner Friquet att han och en annan officer, Bergerac, gift med Emma, tvingades lämna sina fruar direkt eftet bröllopet. Bathilde kommer in och Friquet försvinner, medan Binet insisterar på att stanna kvar och iaktta de älskande. Klosterklockan klämtar och greven lovar frita flickorna från pensionatet varpå han hoppar över muren.
Rektorskan Paturelle kommer in i trädgården. Hon blir arg att se Binet där och beordrar honom att gå in. Dansläraren Baladon kommer och det blir snart uppenbart att han och Paturelle är ett par, hemligt gifta, annars skulle Paturelle tvingas lämna sin post. Baladon plågas över att inte få umgås med sin hustru. Han får en nyckel till porten och de kommer överens om att mötas samma natt. De avbryts av Mimi, Emma och Bathilde som alla är roade över att se det gaml paret tillsammans.
Baathilde berättar för Emma om fritagningsplanen, men Mimi är olycklig då hennes älskade Vert-Vert befinner sig i klostret. Mimis beklagan avbryts av Binet, som säger att Vert-Vert måste besöka sin sjuka tant; Vert-Vert kommer fara iväg med Binet som sin 'mentor'. Klostrets invånare samlas för att vinka av Vert-Vert. Binet svär att skydda honom, medan Vert-Vert lovar att sköta sig. Mimi är fast besluten att följa med dem och när Friquet anländer som ersättare för trädgårdsmästaren tar hon hans uniform. När Binet och Vert-Vert far iväg följer hon efter dem för att hålla ett öga på Vert-Vert.

### Akt 2
I Nevers roar sig greven, Bergerac och dragonerna. Den berömda sångerskan "La Corilla" anländer till krogen Lion d'Or för ett uppträdande följande dag. Greven och Bergerac flirtar ohämmat med henne och hon erbjuder en gratisföreställning som tack. Just som de lämnas i enrum avbryts de av teaterdirektören som ämnar öva. Tenoren Bellecour gör entré, sen och förkyld: han hade råkat i bråk med en dåre som hade prisat sin herres röst och tenoren kastades i floden.. Direktören blir rasande men Binet och Vert-Vert kommer in och övertalas att sjunga. Teatersällskapet är glada men direktören, som hade räknat med förlusten, kräver att de ersätts annars kommer han stämma Binet. Binet ger sig av för att hitta en domare.
Vert-Vert blir ensam med La Corilla, som börjar flirta med honom och övertalar honom att sjunga med henne i stället för Bellecour. Till en början står han emot men faller snart till föga. Greven och Bergerac ser hur hon tar med sig Vert-Vert för att repetera.
Då inträder en mystisk dragon - Mimi klädd i Friquets uniform. Greven har en plan - Mimi ska hjälpa dem in i klostret och rädda sina fruar, så ska de se till att hon får Vert-Vert. Greven instruerar Binet att kalla samman aktörerna och aktriserna till krogen. De anländer tillsammans med Vert-Vert och La Corilla. Vert-Vert blir berusad och allt slutar i kaos.

### Akt 3
I klostret tvingas flickorna utstå en danslektion utan manliga partners. Binet och Vert-Vert kommer in i stor förtvivlan. De påstår att de har rånats av rövare. I förvirringen berättar Mimi för Emma och Bathilde om deras mäns plan att föra bort dem. Vert-Vert bekänner att han både har lärt sig dricka, svära och flirta, vilket han visar för den förskräckta mamemoiselle Paturelle och de förtjusta flickorna. När Vert-Vert och Mimi blir ensamma grälar de över hans lärdom men han erkänner att han endast har lär sig om kärlek; och att han nu vet att han endast älskar henne. De faller i varandra armar.
Natten faller och Friquet befinner sig i trädgården där han trillar över greven och Bergerac, men de inser vem han är och skickar iväg honom att möta vännerna som väntar på dem. Bathilde och Emma kommer för att möta sina män och de två paren gömmer sig allt medan Mimi och Vert-Vert slinker in i trädgården. Men då anländer även Baladon och Paturelle. I mörkret misstar sig alla på viskningarna från alla håll. Mitt i kaoset ringer det på porten och klosterflickorna rusar in följda av Binet som insisterar på att Bathilde och Emma ska återlämnas till sina män, och att Mimi och Vert-Vert ska tillåtas gifta sig. Vert-Vert föreslår att Paturelle ska återta sin rätta position som Madame Baladon. Hennes orubblighet förbyts till medgörlighet när alla dragoner hoppar över muren. Hon går med på att alla paren får förenas och att alla återstående flickor gärna får söka efter en lämplig make bland de återstående dragonerna.